# 수도국제대학원대학교
수도국제대학원대학교(Seoul International University)는 대한민국의 수도 서울특별시 관악구에 위치한 사립 대학원대학교다.

## 연혁
수도국제대학원대학교(Seoul International University)는 대한민국의 수도 서울특별시 관악구에 위치한 사립 대학원대학교다. 1993년 3월 9일, 나원에 의하여 설립되었다. 이후 1999년 2월 22일 개편하였고 2022년 7월, 수도국제대학원대학교로 교명을 변경하여 현재에 이르고 있다.

## 교육편제
수도국제대(Seoul International University)는 대한민국의 수도 서울특별시 관악구에 위치한 학교로 상담심리학석사, 사회복지학석사, 음악학석사, 목회학석사, 신학석사, 철학박사, 신학박사, 상담학박사, 사회복지학박사 등 다양한 석박사 과정으로 이루어져 있으며, 외국인유학생 석박사 과정도 있다.

## 저명한 동문
김경리 피아노연주가 : https://search.naver.com/search.naver?where=nexearch&sm=tab_etc&mra=bjky&pkid=1&os=162479&qvt=0&query=%EA%B9%80%EA%B2%BD%EB%A6%AC
박민환 심리상담가 : https://search.naver.com/search.naver?where=nexearch&sm=tab_etc&mra=bjky&pkid=1&os=35138198&qvt=0&query=%EB%B0%95%EB%AF%BC%ED%99%98